# Dune: Peščeni planet
Dune: Peščeni planet (v izvirniku angleško Dune, na platnu izpisan tudi kot Dune: Part One) je ameriški epski znanstvenofantastični film v režiji Denisa Villeneuva, ki je izšel leta 2021 v distribuciji Warner Bros. Pictures. Scenarij so napisali Jon Spaihts, Villeneuve in Eric Roth, temelji na romanu Peščeni planet pisatelja Franka Herberta in predstavi približno polovico zgodbe o mladem plemiču Paulu Atreidesu in njegovi družini, ki je potisnjena v spopad s svojimi sovražniki, rodbino Harkonnen, za puščavski planet Arrakis, ki je edini vir dragocene psihoaktivne Začimbe v vesolju. V glavnih vlogah so zaigrali Timothée Chalamet, Rebecca Ferguson, Oscar Isaac, Josh Brolin, Stellan Skarsgård, Dave Bautista, Stephen McKinley Henderson, Zendaya, Chang Chen, Sharon Duncan-Brewster, Charlotte Rampling, Jason Momoa in Javier Bardem.
Film je bil premierno prikazan 3. septembra 2021 na 78. Beneškem filmskem festivalu, na mednarodnem trgu pa je izšel 15. septembra tega leta. V ameriške kinematografe je prišel 22. oktobra in en dan prej na spletno platformo HBO Max. Med kritiki in občinstvom je bil v splošnem dobro sprejet, zato sta studio in distributer 26. oktobra potrdila snemanje nadaljevanja.

## Vsebina
Leta 10191 je vojvoda Leto I. iz rodbine Atreides, vladar oceanskega planeta Caladan, poslan na planet Arrakis, kjer bo prevzel nov fevd od imperatorja Šadama in nadomestil prejšnje vladarje iz rivalne rodbine Harkonnen. Arrakis je surov puščavski planet, edini vir neprecenljive »Začimbe«, snovi, ki omogoča medzvezdna potovanja. V ozadju Šadam s Harkonneni načrtuje udar, ki ga bo skrivoma pomagala izvesti elitna imperialna vojska Sardaukarjev in bo strmoglavil ter iztrebil Atreidese, Leto namreč zaradi svoje priljubljenosti ogroža Šadamovo oblast. Leto se zaveda nevarnosti, a pristane na nalogo poskrbeti za nemoteno oskrbo z Začimbo, nameni se vzpostaviti zavezništvo z domorodnimi Fremeni in z uspehom izboljšati svoj ugled v skupščini plemiških rodbin (Landsraadu).
Letova konkubina, gospa Jessica, je pripadnica skrivnostnega ženskega reda Bene Gesserit, ki ima starodavno agendo s križanjem človeških linij ustvariti mitološko nadbitje, Kwisatza Haderacha. Kot ostale pripadnice ima Jessica napredne umske in fizične sposobnosti. Naročeno ji je bilo, da rodi hčer, ki bo zadnji korak pred ciljem, a je iz ljubezni do Leta spočela sina Paula. Tega uri v veščinah Bene Gesseritov, trening običajnejših veščin za dediča vojvode pa vodijo Letovi pomočniki, mojstra orožja Duncan Idaho in Gurney Halleck ter mentat Thufir Hawat. Paul zaupa Jessici in Idahu, da ga vznemirjajo vizije prihodnosti, ki jih doživlja. Zaradi tega pride na Caladan častitljiva mati Gaius Helen Mohiam iz reda Bene Gesserit in podvrže Paula gom džabarju, smrtno nevarnemu preskusu nadzora nad nagoni, ki ga Paul opravi. Kasneje gre do patriarha rivalne rodbine, barona Vladimirja Harkonnena, in mu zabiča, naj med udarom prizanese Jessici ter Paulu. Baron pristane na to.
Atreidesi kmalu zapustijo Caladan in prispejo v Arrakeen, utrjeno glavno mesto Arrakisa, kjer so Idaho in ostali člani predhodnice spoznavali okolje in Fremene. Leto izvede pogajanja s poglavarjem Stilgarjem in se sestane s planetologinjo ter imperialno sodnico dr. Liet-Kynes, Jessica pa izbere fremensko sobarico, ki ji podari ritualen nož. Pripadnice reda Bene Gesserit so namreč pri Fremenih že pred stoletji zasejale mit o odrešeniku in njegovi mami, da bi jim Fremeni pomagali pri načrtu. Liet-Kynes Letu in njegovim pomočnikom razloži nevarnosti pridobivanja Začimbe iz peska, na čelu z orjaškimi peščenimi črvi, ki se premikajo pod površjem puščave. Med izvidniškim poletom nad puščavo opazijo enega od njih, ki se približuje žetvenemu stroju. Pokličejo letečega nosilca, da bi ga dvignil na varno, a se pokvari en od dvižnih kavljev, zato pristanejo, da bi evakuirali vsaj posadko. Na prostem Paul, izpostavljen z Začimbo nasičenem zraku, doživi zelo močno vizijo, nazadnje pa vsi varno poletijo, preden črv pogoltne stroj.
Kmalu zatem v palači spodleti poskus atentata na Paula, ki ga je nameraval izvesti skriti agent Harkonnenov, zato Leto razglasi stanje visoke pripravljenosti. Kljub temu hišnemu zdravniku, dr. Wellingtonu Yuehu, uspe onesposobiti energijske ščite, kar omogoči pristanek harkonnenske vojske. Ta ob pomoči zakrinkanih Sardaukarjev premaga Atreidesove sile. Yueh med napadom onesposobi Leta in mu pove, da jih je izdal v zameno za svojo ženo, ki je v ujetništvu pri Harkonnenih. Nato zamenja enega od Letovih zob s kapsulo s strupenim plinom, ko ga preda baronu, pa ta Yueha ubije. Leto ob primerni priložnosti izpusti plin, ki ubije njega in več Harkonnenovih dvorjanov, sam baron pa za las uide smrti. Medtem Idaho zbeži z ukradenim zrakoplovom, Paul in Jessica pa sta zajeta. Harkonnenski vojaki ju odpeljejo v puščavo, da bi ju prepustili gotovi smrti, toda uspe jima obvladati vojake z »glasom«, eno od Bene Gesseritskih veščin. V zrakoplovu najdeta komplet za preživetje, ki jima ga je nastavil Yueh, in preživita noč v šotoru, kjer se Paulu v polsnu spet prikazuje prihodnost.
Baron prepusti nadzor nad Arrakisom krutemu nečaku Rabbanu in mu naroči, naj za vsako ceno ohrani proizvodnjo, da bi povrnil stroške udara. Idaho in Kynes najdeta Paula in Jessico ter ju odpeljeta v staro raziskovalno postajo, kjer jih izsledijo Sardaukarji. Idaho in fremenski vojščaki se spopadejo z njimi in se žrtvujejo, da bi dali ostalim čas za pobeg. Kynes je med begom čez sipine smrtno ranjena, ko pa jo Sardaukarji poskušajo pokončati, privabi črva s topotanjem, da jih ta z njo pogoltne. Paulu in Jessici uspe pobeg v odprto puščavo, kjer ju najde skupina Fremenov, med njimi poglavar Stilgar in Chani, dekle iz Paulovih vizij. Drug član plemena, Jamis, se ne strinja, da ju vzamejo s seboj, zato ju izzove. Paul ga v ritualnem dvoboju do smrti premaga, zato sta sprejeta med Fremene. Vsi se podajo v fremensko naselbino Tabr.

## Igralska zasedba
- Timothée Chalamet kot Paul Atreides, dedič rodbine Atreides
- Rebecca Ferguson kot gospa Jessica, Paulova mati in konkubina vojvode Leta, pripadnica reda Bene Gesserit
- Oscar Isaac kot Leto I. Atreides, Paulov oče in vojvoda rodbine Atreides
- Josh Brolin kot Gurney Halleck, Letov mojster orožja in en od Paulovih mentorjev
- Stellan Skarsgård kot Vladimir Harkonnen, baron rodbine Harkonnen
- Dave Bautista kot Glossu Rabban, baronov nečak
- Stephen McKinley Henderson kot Thufir Hawat, mentat (človeški računalnik) rodbine Atreides
- Zendaya kot fremenska mladenka Chani
- David Dastmalchian kot Piter De Vries, mentat rodbine Harkonnen
- Chang Chen kot dr. Wellington Yueh, zdravnik imperialne šole Suk v službi rodbine Atreides
- Sharon Duncan-Brewster kot dr. Liet-Kynes, imperialna ekologinja in razsodnica predaje Arrakisa
- Charlotte Rampling kot Gaius Helen Mohiam, častitljiva mati reda Bene Gesserit in imperatorjeva Resnicousta
- Jason Momoa kot Duncan Idaho, Letov mojster mečevanja in en od Paulovih mentorjev
- Javier Bardem kot Stilgar, poglavar plemena Fremenov v naselbini Tabr
- Babs Olusanmokun kot Jamis, Fremen v Stilgarjevem plemenu
- Benjamin Clementine kot glasnik spremembe, vodja imperialne delegacije na Caladan
- Golda Rosheuvel kot fremenska sobarica Shadout Mapes
- Roger Yuan kot poročnik Lanville, Halleckov pribočnik

## Produkcija

### Ozadje nastanka
Herbertov roman je pritegnil pozornost filmskih ustvarjalcev že kmalu po izidu leta 1965, a je podvig prepričljivega prenosa njegove kompleksne zgodbe v filmski jezik obveljal za nemogočega, preveliko oddaljevanje od izvirnika pa bi bilo verjetno obsojeno na neuspeh zaradi kultnega statusa romana pri množici oboževalcev.
Režiser Alejandro Jodorowsky si je v začetku 1970. let zamislil ekstravagantno 14-urno priredbo, a je projekt obtičal, še preden se je zares začel. Prvi film, Dune je leta 1984 ustvaril David Lynch, ki pa je moral svoj izdelek na zahtevo producenta Dina De Laurentiisa močno skrajšati. Rezultat je bil zmeden in enodimenzionalen, zato z njim niso bili zadovoljni ne režiser, ne kritiki, ne gledalci. Nekoliko bolje, a vseeno dokaj medlo je bila sprejeta televizijska miniserija Frank Herbert's Dune, ki jo je leta 2000 predvajal Sci Fi Channel. Nov zagon zamislim o primerno velikopotezni filmski priredbi klasike je dal velik uspeh filmskih sag Gospodar prstanov (2001–2003) in Harry Potter (2001–2011). Podjetje Paramount Pictures je v tem času pridobilo pravice za filmsko priredbo, ki naj bi jo režiral Peter Berg, a je tudi ta projekt zastal in bil spomladi 2011 ukinjen.

### Snovanje
21. novembra 2016 je pravice za filmsko in televizijsko priredbo pridobila produkcijska hiša Legendary Entertainment. Villeneuve je javno izrazil zanimanje za projekt, ki ga je označil za svoje dolgoletne sanje, za katere da je zrel po uspešnem dokončanju filmov, kot sta Prihod in Iztrebljevalec 2049. Decembra 2016 je prišla v javnost vest, da se pogaja za mesto režiserja, nekaj mesecev kasneje pa je Brian Herbert, sin avtorja izvirnika in avtor več drugih del v vesolju Peščenega planeta, potrdil sodelovanje.
Villeneuve je k projektu pritegnil več svojih sodelavcev v predhodnih filmih, med njimi montažerja Joeja Walkerja, specialista za vizualne učinke Paula Lamberta in Gerda Nefzerja, oblikovalca zvoka Thea Greena, zvočnega urednika Marka Manginija ter druge. Dune: Peščeni planet so producirali Villeneuve, Mary Parent in Cale Boyter, kot izvršni producenti so delovali Tanya Lapointe, Brian Herbert, Byron Merritt, Kim Herbert, Thomas Tull, Jon Spaihts, Richard P. Rubinstein, John Harrison in Herbert W. Gain, Kevin J. Anderson pa je bil kreativni svetovalec.  Eksotične jezike za film je ustvarjal David J. Peterson, ki je imel to nalogo že v seriji Igra prestolov. Že zgodaj je izjavil, da ima namen prirediti roman v dvodelno filmsko serijo, saj je po njegovem zgodba preveč kompleksna za prepričljivo upodobitev v samo enem filmu. Uspelo mu je doseči tak dogovor z Warner Bros. Pictures. Vsa nadaljnja pogajanja so se nanašala le na prvi del, saj sta se strani dogovorili, da bodo za drugi del sklenjeni ločeni dogovori.
Za soscenarista so najeli Erica Rotha in Jona Spaihtsa, maja 2018 je Villeneuve objavil, da je z njima končal prvi osnutek scenarija. Izjavil je, da ne želi graditi ne na Lynchevem filmu, ne na idejah Jodorowskyja, temveč ustvariti nekaj čisto svojega. V ospredje so scenaristi postavili Paulovo odraščanje in njegov odnos z Jessico, na račun imperialne politike in drugih obsežnejših motivov iz knjižne predloge, ki so le nakazani. Tudi razvoj ostalih pomembnejših likov so omejili in jih predstavili le toliko, da se bodo lahko nanje skliceval v nadaljevanju. Napram romanu so nekoliko poudarili in razdelali le zgodbe ženskih likov na čelu z Jessico in spremenili spol imperialnemu ekologu dr. Liet-Kynesu, ki je v romanu moški.
Timothée Chalamet je julija 2018 zaključeval pogajanja za nastop v glavni vlogi, večina preostale igralske zasedbe pa je bila zaokrožena do pomladi 2019. Film ima ansambelsko igralsko zasedbo, v kateri ima večje število igralcev približno enakovredne vloge.

### Snemanje
S principalno fotografijo so začeli 18. marca 2019 v studijih Origo Film v Budimpešti, kasneje pa so snemali tudi v vadiju (dolini) Rum v Jordaniji in v oazi Liva v Združenih arabskih emiratih. Prizore z oceanskega planeta Caladan so posneli na polotoku Stad na Norveškem. Z glavnino snemanja so zaključili julija 2019, nakar je sledilo še nekaj dodatnih posnetkov avgusta 2020 v Budimpešti. Dune: Peščeni planet je bil posnet za format IMAX s certificiranima kamerama Arri Alexa LF in Alexa Mini LF (slednjo še v fazi prototipa), opremljenima z objektivi velikega formata podjetja Panavision.
V post-produkciji so nato ustvarili še več kot 2000 posnetkov posebnih učinkov. Zanje so namesto zelenih ozadij (chroma key) uporabili rjava, po odtenku bolj podobna puščavskim scenam za ozadja, kar je dalo končnemu izdelku bolj naravno podobo. Peščene črve so ustvarili povsem računalniško, za navdih so uporabili kite z usti, polnimi vosi. Gibanje peska ob premikanju črvov so nameravali ustvariti z eksplozivi, a to na lokacijah na Srednjem vzhodu ni bilo izvedljivo, zato so uporabili programsko opremo Houdini in simulirali peščene tokove kot gibanje vode. So pa v resničnih puščavah posneli zvoke in jih nato v studiu samo obdelali, da bi se izognili vtisu studijske produkcije.

## Glasba
Kmalu po začetku produkcije, marca 2019, je kot skladatelj filmske glasbe k projektu pristopil Hans Zimmer, ki je z Villeneuveom že sodeloval pri filmu Iztrebljevalec 2049. Odločati se je moral med sodelovanjem v tem projektu in filmu Tenet Christopherja Nolana, med katerima se je odločil za Dune, kar je pojasnil s svojo ljubeznijo do romana. Da bi se izognil podobnosti s svojimi prejšnjimi deli, je uporabil glasbila, ki niso običajna v zahodnih orkestrih. Načrtno se je izognil tudi ogledu Lynchevega filma, da ne bi podzavestno posnemal glasbe skupine Toto, namesto tega je preživel en teden v puščavi Utaha in vkomponiral njene naravne zvoke. Zbirka glasbil za izvedbo je bila eklektična, vključno z nekaterimi, ki so bila izdelana posebej za ta projekt. Med sodelujočimi glasbeniki sta bila kitarist Guthrie Govan in pevka Loire Cotler. Nekaj skladb je ustvaril David Fleming v sodelovanju s Zimmerjem. Med izstopajočimi skladbami je melodija rodbine Atreides z dudami, kar je bila Villeneuveova predstava nečesa »starodavnega in organskega«. Zimmerju je kljub pandemiji Covida-19 uspelo najti 30 glasbenikov v okolici Edinburga in jih posneti v lokalni cerkvi.
Za prvi napovednik je dirigiral 32-članskemu zboru, ki je izvedel priredbo skladbe »Eclipse« skupine Pink Floyd prek spletne platforme FaceTime. Ti so zaradi epidemioloških ukrepov prihajali v ločenih skupinah po štiri v studio njegovega podjetja v Santa Monici, Zimmer pa je dirigiral od doma.
Kasneje so izšli trije albumi s filmsko glasbo: The Dune Sketchbook (Music from the Soundtrack) 3. septembra, Dune (Original Motion Picture Soundtrack) 17. septembra in The Art and Soul of Dune 22. oktobra. Kot singla sta 22. julija izšli dve skladbi, »Paul's Dream« in »Ripples in the Sand«. Vse je izdala založba WaterTower Music, podružnica podjetja Warner Bros.

## Izid
Prvi napovednik (dražilnik) je izšel 9. septembra 2020, poln napovednik pa 22. julija 2021.
Po prvotnih načrtih naj bi film izšel že 20. novembra 2020; sprva je bil izid prestavljen na 18. decembra 2020, nato pa zaradi negotovosti glede pandemične situacije na 1. oktober 2021, s čimer je zasedel termin izida filma The Batman. Konec junija 2021 je Warner Bros. znova zamaknil datum izida za tri tedne, na 22. oktober, da bi se izognil konkurenci filma Ni čas za smrt. Začenši s 15. septembrom je prišel na spored tujih kinematografov v državah brez omrežja HBO Max, med njimi v Franciji, Belgiji, na Švedskem in v Švici. V ZDA je nato postal dostopen 21. oktobra zvečer na HBO Max, hkrati s predpremierami v kinodvoranah na dan pred običajnim petkovim terminom izida. Na isti dan se je začela tudi redna distribucija v Sloveniji.
Distributer se je odločil, da bo Dune: Peščeni planet na voljo prek pretočne storitve HBO Max en mesec po premieri, nato pa bo umaknjen in bo sledil običajnemu tempu izdaje za domači video, podobno kot drugi filmi Warner Bros. v letu 2021. Villeneuve in še nekaj drugih režiserjev, pa tudi verige kinematografov in produkcijska podjetja so negodovali nad to potezo. Villeneuve je v kolumni za revijo Variety potožil, da so film ustvarili z velikim platnom v mislih, in izrazil prepričanje, da bo to škodovalo prihodku.
Festivalsko premiero je Dune: Peščeni planet doživel 3. septembra na 78. Beneškem filmskem festivalu, kasneje pa je bil prikazan tudi na Filmskem festivalu v Torontu. Piratski posnetek visoke kakovosti je ušel na splet 17. oktobra, teden dni pred ameriško premiero. Po besedah analitikov je bilo število nelegalnih prenosov v mejah pričakovanega.

## Odziv in zapuščina
V otvoritvenem vikendu na 14 trgih izven ZDA in Kanade je Dune: Peščeni planet prinesel 37,9 milijonov USD prihodkov, največ v Rusiji in Franciji. Po drugem vikendu predvajanja je 10-dnevni prihodek znašal 76,5 milijonov, kar so analitiki označili za dober rezultat. V otvoritvenem vikendu, ko je bil nato predvajan 4125 kinematografih v ZDA in Kanadi, je film prinesel 41 milijonov USD prihodkov, s čimer je presegel napovedi in postal po tem merilu najdonosnejši film Warner Bros. od začetka pandemije, pa tudi najdonosnejši film Villeneuveove kariere. V drugem vikendu predvajanja je bil izkupiček približno dve tretjini slabši, a še vedno na vrhu lestvice v ZDA, v tretjem vikendu pa je padel še za polovico in ga je presegel novi film o superherojih Večni. Podobno spodbuden je bil rezultat otvoritvenega vikenda na Kitajskem nekaj tednov kasneje (21,6 milijonov USD). Do 11. novembra je prinesel 86,4 milijona v ZDA in Kanadi ter 247 milijonov drugje, skupno 333,4 milijona USD. To je po poročanju revije Deadline Hollywood soliden rezultat, ki približno pokrije vsoto stroškov produkcije in oglaševanja, a še daleč od tega, da bi prinesel dobiček.
Po podatkih analitikov podjetja Samba TV so film v prvem vikendu prek storitve HBO Max gledali v 1,9 milijona gospodinjstvih. Platforma TV Time je po podatkih članov ocenila, da je bil Dune: Peščeni planet najbolj gledan film na HBO Max v ZDA prvi, drugi in tretji teden po izidu.

### Ocene
Odziv kritikov je bil pretežno pozitiven. Na spletni strani Rotten Tomatoes, ki zbira in povpreči ocene, ima ob 409 recenzijah 82-odstotni delež pozitivnih ocen s povprečjem 7,6 od 10. Konsenz je opisan tako: »Dune ima nekaj težav z okornim izvirnikom, ki pa jih večinoma zasenčita obseg in ambicioznost te vizualno vznemirljive adaptacije«. Na podobni strani Metacritic ima uteženo povprečno oceno 74 od 100, na osnovi 66 recenzij, kar nakazuje na »pretežno pozitivne recenzije«. Gledalci, ki jih je anketiralo podjetje CinemaScore, so mu dali povprečno oceno A- na lestvici od A+ do F, v anketi podjetja PostTrak pa je dobil 84 % pozitivnih ocen s povprečno oceno 4,5 od 5. Dve tretjini anketiranih sta izjavili, da bi film gotovo priporočili drugim.
Pretežno pozitivne, a deljene so bile že ocene po premieri na Beneškem filmskem festivalu. Pohvaljen je bil ambiciozen obseg, nekateri kritiki pa so ga označili za dolgočasnega. Kritik spletišča Screen Rant je pripomnil, da je pričakoval deljena mnenja zaradi kompleksne zgodbe in Villeneuveovega sloga, ki nekaterim pač ne ugaja.
Tudi po tistem, ko je prišel na redni spored in ga je videl širši krog kritikov, je bil Dune: Peščeni planet deležen pohval za scenarij in grandioznost, nekateri pa so menili, da je razvlečen, in se obregnili ob dejstvo, da pokriva samo polovico zgodbe. Pet zvezdic od petih so mu dali denimo kritiki za Empire, The Daily Telegraph in The Guardian, ki so se strinjali, da gledalca posrka vase z veličastno izvedbo. Nekoliko bolj kritičen je bil Leah Greenblatt za Entertainment Weekly, ki mu je dal oceno B, po njegovem mnenju bujna izvedba kar zahteva ogled na velikem platnu, ne prikrije pa vtisa, da gre bolj kot ne za razvlečen prolog v pravo zgodbo, ki nima očitnega začetka ali konca. Drugi kritiki so izpostavili težave s tempom in priredbo izvirnika. Tako je Owen Gleiberman za Variety zapisal, da poskuša zgraditi impresiven svet in prevzeti gledalca, kar mu občasno uspe, a mu naposled zmanjka trikov in postane »brezobličen«. Kevin Maher mu je v recenziji za The Times dal dve zvezdici od petih, rekoč, da je sicer vsak kader spektakularen, a da je Dune vseeno nekam dolgočasen. Slovenska kritika za časopis Dnevnik in portal MMC RTV-SLO sta izpostavila čustveno odmaknjenost, kar je Anže Lebinger v Dnevniku povezal z okoljsko in ekonomsko noto:
Villeneuve ne ovinkari. Vse to ekonomsko in okoljsko pustošenje, razlaščanje in prilaščanje razgali kot genocidno, izkoriščevalsko in destruktivno. In zato ne izgublja časa s pojasnili, temveč besede iz knjige destilira v čisto filmsko izkušnjo.— Anže Lebinger, Dnevnik
Bolj konkretno je bil film kritiziran za izogibanje arabskim in islamskim vplivom, ki so očitni v romanu, pri čemer vseeno uporablja nekatere elemente, a ne vključuje nobenega arabskega igralca. Spaiths je razložil, da so se namerno izognili uporabi arabskih kulturnih referenc zato, ker niso več tako eksotične kot v 1960. letih. Posledično je bil film označen za bolj orientalističnega. Kljub temu so mnogi kritiki opazili arabske vplive in odsotnost arabskih igralcev. Serena Rasoul, ki vodi agencijo za posredovanje igralcev, specializirano za pripadnike te kulture, je to označila za »izbris«.

### Nagrade
Dune: Peščeni planet je izšel dokaj zgodaj v aktualni sezoni filmskih nagrad, a so ga kritiki že ob festivalski premieri izpostavili kot verjetnega kandidata za oskarje v praktično vseh tehničnih kategorijah, dovolj nominacij v teh kategorijah pa bi mu lahko odprlo tudi možnost nominacije za oskarja za najboljši film. Villeneuve je zanj na Filmskem festivalu v Torontu prejel nagrado za najboljšega režiserja.
Vrhunec sezone filmskih nagrad 2021 bi se tradicionalno začel v začetku leta 2022 s podelitvami zlatih globusov, a so organizatorji 79. podelitev izpeljali kot zaprt dogodek brez medijske spremljave. Dune je bil nominiran v kategorijah za najboljši dramski film, najboljšega režiserja in najboljšo filmsko glasbo, od katerih je Hans Zimmer osvojil slednjo. 3. februarja je Britanska akademija za filmsko in televizijsko umetnost (BAFTA) objavila, da je film nominiran za 11 njenih nagrad, največ od vseh filmov. V ožjem izboru je za nagrado za najboljši film, najboljši prirejen scenarij, glasbo in večino tehničnih kategorij. Nekaj dni kasneje so bili objavljeni nominiranci za oskarje, kjer je Dune prav tako prejel nominacije za najboljši film, najboljši prirejen scenarij in vrsto tehničnih kategorij, skupno deset nominacij, s čimer je po številu zaostajal le za vesternom Moč psa. V obeh primerih so izostale nominacije za igro in režijo. Na 94. podelitvi oskarjev marca 2022 je na koncu prejel šest oskarjev: za najboljši zvok, produkcijo, montažo, kinematografijo, vizualne učinke in izvirno glasbo.

### Nadaljevanje
Villeneuve je že od začetka načrtoval posneti zgodbo v dveh delih, četudi ni imel zagotovila Legendary Pictures, da bodo financirali drugi del. To je bil en od razlogov, da je negodoval nad odločitvijo Warner Bros. o hkratnem izidu na HBO Max, kar bi lahko oviralo finančni uspeh, od katerega je bila odvisna odločitev studiev. John Spaiths se je že novembra 2019 odpovedal položaju kreativnega producenta izpeljane serije Dune: The Sisterhood, da bi se posvetil ustvarjanju nadaljevanja.
Warner Bros. in Legendary Pictures sta uradno potrdila sodelovanje pri drugem delu 26. oktobra 2021 na podlagi rezultatov prvi teden po izidu, po prvotnem načrtu naj bi nadaljevanje izšlo oktobra 2023. Film z naslovom Dune: Peščeni planet, 2. del je izšel 1. marca 2024.
Villeneuve je izrazil tudi interes za snemanje še enega nadaljevanja, ki bi bilo posneto po drugem romanu iz serije, Mesija s peščenega planeta, in bi zaokrožilo trilogijo. To je po njegovih besedah znova odvisno od uspeha prvega nadaljevanja, je pa leta 2023 že začel delati na scenariju.

### Dune: The Sisterhood
Junija 2019 je prišla v javnost novica, da produkcijska hiša Legendary Television dela na izpeljani (spin-off) seriji Dune: The Sisterhood za storitev HBO Max. Njena zgodba se bo osredotočala na red Bene Gesserit in bo služila kot predzgodba filma. Sprva je bilo načrtovano, da bo Villeneuve režiral pilotno epizodo, Spaiths pa bo napisal scenarij in z Dano Calvo deloval kot kreativni producent (showrunner). Novembra se je nato Spaiths posvetil nadaljevanju filma in obdržal le vlogo izvršnega producenta, skupaj z Villeneuveom, Brianom Herbertom, Byronom Merrittom in Kim Herbert. Za novo kreativno producentko je bila julija 2021 imenovana Diane Ademu-John.